# Inga Lantz
Wanja Inga Barbro Lantz, född Olsson 1 februari 1943 i Sofia församling i Stockholm, död 28 juli 2017 i Högalids distrikt i Stockholm, var en svensk industritjänsteman och politiker Vänsterpartiet Kommunisterna (VPK). 

Lantz, som var dotter till pälssömmerska Elsa Olsson, blev filosofie kandidat vid Stockholms universitet 1973. Hon var anställd vid Ellemtel, ett utvecklingsaktiebolag för telefoniutveckling, (bildat av L.M. Ericsson och Televerket) och var ledamot av Sveriges riksdag från riksdagsvalet i Sverige 1973 fram till och med 1988.
Lantz var 1963–1977 gift med Benne Lantz, med vilken hon hade två barn, och sammanlevde med Jens "Jesse" Lindgren. Efter sin tid i riksdagen ägnade hon sig åt att skriva, fotografera, måla och att kommunicera telepatiskt med djur. Hon gav ut några rese- och uppväxtskildringar. Hon läste även in en magisterexamen i konstvetenskap.